# Пашин конак (Врање)
Пашин конак је здање у Врању које је саградио Рауф-бег Џиноли 1765. године. Конак се састоји од две зграде. У првој згради (Народни Музеј) био је селамлук за боравак мушкараца, а у другој (сада пословни центар СИМПО) харемлук за пашине жене. Зграда селамлука се налази поред улице, а зграда харемлука иза ње, у дворишту. По ослобођењу Врања од Турака, ћерка последњег врањског паше Хусеин паше, Абдуљ ханума је продала владици Пајсију који га је поклонио граду. У дугогодишњој историји ове зграде у њој се налазила и прва отворена Гимназија од 1881. до 1932. Њу је као седморазредну похађао и књижевник Борисав Станковић а професори су му били, између осталих,књижевници Радоје Домановић и Јаша Продановић.
Након тога, ово здање је постојало као општина. 
У згради некадашњег селамлука од 1960. налази се Народни музеј као Музеј народноослободилачке борбе. Временом музеј је прерастао у музеј комплексног типа, који поред историјског има и одељење археологије допуњени нумизматичком збирком и одељење етнографије. У својим збиркама данас има преко 15000 предмета. Први конзерваторско-рестаураторски радови изведени су 1955, а 1994. завршена је ревитализација. У згради харемлука је од 2023. године почела да се формира стална музејска поставка.

## Архитектура
Обе зграде су подигнуте у бондручном конструктивном систему са испуном од опеке, облепљене блатом и окречене. Оне представљају репрезентативне примере старе градске балканске куће симетричног типа, са снажно истуреном стрехом. У приземљу и на спрату имају велике холове неправилних облика, повезане правим, врло стрмим степеницама. Из холова се улази у простране собе које се греју из оџаклије смештене између њих. Све собе имају богато декорисане таванице у дрвету, међу којима се особито истиче она у згради харемлука. Делфа Иванић наводи податке да је селамлук мушки, а харемлук женски део стана.
Под Турцима обе зграде спајао је висећи мост, како паша, када је ноћу одлазио у харемлук код жена, не би заобилазио кроз двориште. Пашин конак био је ограђен високим зидом (задржао се до после II светског рата), којим је, првобитно, паша скривао своју приватност.